# Saules (Berno)
Saules – gmina (niem. Einwohnergemeinde) w północno-zachodniej Szwajcarii, w kantonie Berno, w regionie administracyjnym Berner Jura, w okręgu Berner Jura. 31 grudnia 2020 roku liczyła 147 mieszkańców. 

## Demografia
Według danych z 2000 r. 91,5% mieszkańców gminy była francuskojęzyczna, 7,9% niemieckojęzyczna, a 0,6% albańskojęzyczna. Na dzień 31 grudnia 2020 obcokrajowcy stanowili 1,4% ogółu mieszkańców.